# Tronchón
Tronchón ist eine Gemeinde in der Provinz Teruel in der Autonomen Region Aragón in Spanien. Sie liegt in der Comarca Maestrazgo und hatte 2024 60 Einwohner.

## Lage
Tronchón liegt etwa 79 Kilometer (Luftlinie) in ostnordöstlicher Richtung von der Provinzhauptstadt Teruel und etwa 150 Kilometer (Luftlinie) südsüdöstlich von Saragossa in einer Höhe von ca. 1095 m.

## Bevölkerungsentwicklung
| Jahr      | 1970 | 1981 | 1991 | 2001 | 2011 | 2021 |
| Einwohner | 331  | 161  | 119  | 102  | 99   | 65   |

Die Mechanisierung der Landwirtschaft sowie die Aufgabe bäuerlicher Kleinbetriebe und der daraus resultierende Verlust an Arbeitsplätzen haben seit der Mitte des 20. Jahrhunderts zu einer Landflucht geführt.

## Sehenswürdigkeiten

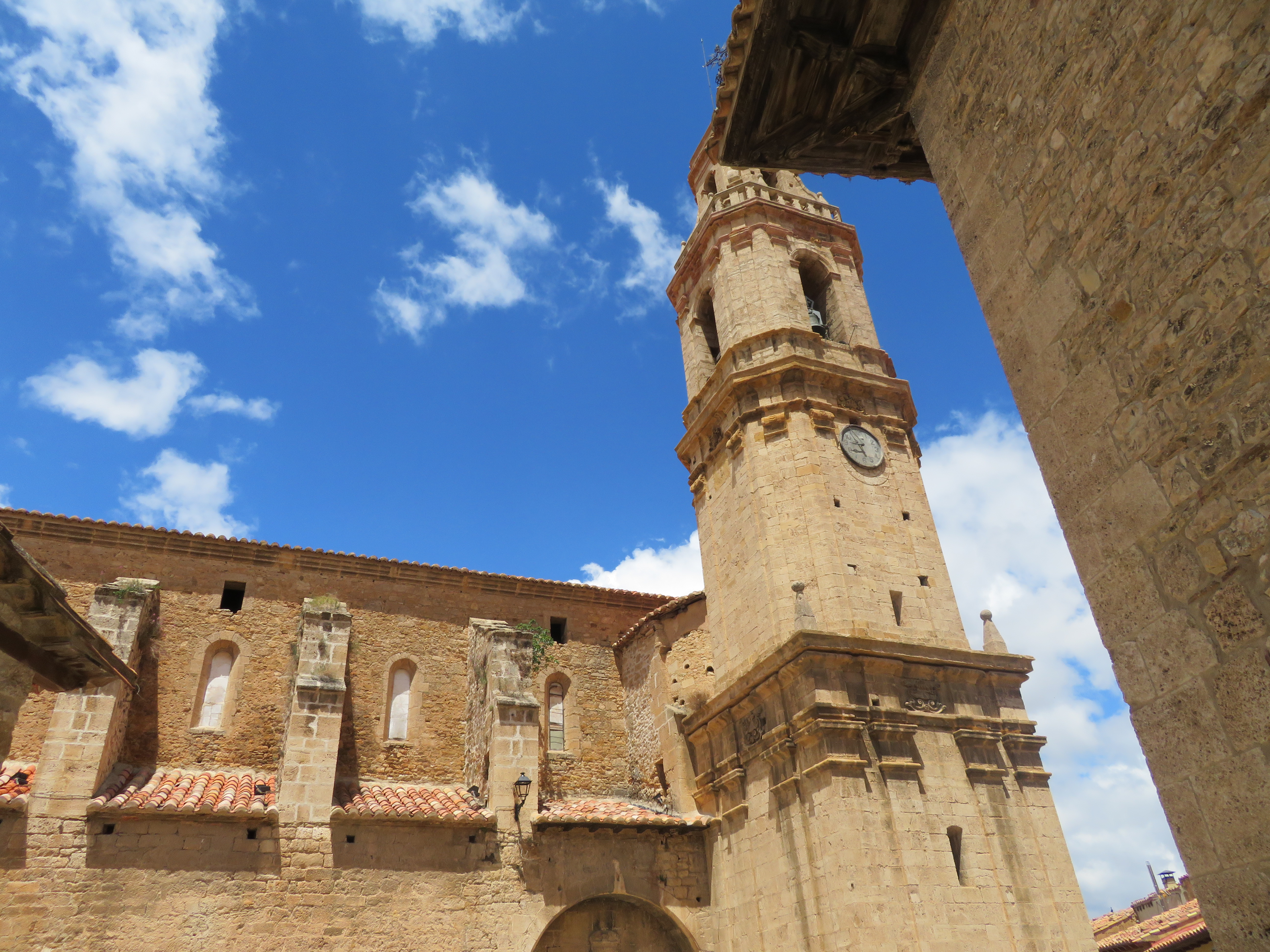
Magdalenenkirche

- Magdalenenkirche

## Partnerschaft
Mit der philippinischen Stadt Baler besteht eine Partnerschaft.